# خوسيه أنطونيو فرانكو (لاعب كرة قدم)
خوسيه أنطونيو فرانكو (بالإسبانية: José Antonio Franco)‏ هو لاعب كرة قدم إسباني في مركز ظهير ‏، ولد في 9 مارس 1998 في إشبيلية في إسبانيا. لعب مع نادي قادش.

## وصلات خارجية
- خوسيه أنطونيو فرانكو على موقع قاعدة بيانات كرة القدم.إي يو (الإنجليزية)
- خوسيه أنطونيو فرانكو على موقع Soccerway.com (الإنجليزية)